# Восточинский сельсовет
Восточинский сельсовет — сельское поселение в Енотаевском районе Астраханской области Российской Федерации.
Административный центр — село Восток.

## История
Статус и границы сельского поселения установлены Законом Астраханской области от 6 августа 2004 года № 43/2004-ОЗ «Об установлении границ муниципальных образований и наделении их статусом сельского, городского поселения, городского округа, муниципального района».

## Население
| 2010  | 2012  | 2013  | 2014  | 2015  | 2016  | 2017  |
| ----- | ----- | ----- | ----- | ----- | ----- | ----- |
| 1276  | ↘1275 | ↘1267 | ↗1273 | ↘1261 | ↘1251 | ↗1257 |
| 2018  | 2019  | 2020  | 2021  |       |       |       |
| ↘1238 | ↘1207 | ↘1201 | ↘836  |       |       |       |

## Состав сельского поселения
| № | Населённый пункт | Тип населённого пункта       | Население |
| - | ---------------- | ---------------------------- | --------- |
| 1 | Восток           | село, административный центр | ↘836      |